# Idioscopus taiwanus
Idioscopus taiwanus är en insektsart som beskrevs av Huang och Maldonado-capriles 1992. Idioscopus taiwanus ingår i släktet Idioscopus och familjen dvärgstritar. Inga underarter finns listade i Catalogue of Life.